# Hôtel de l'Espine
L'Hôtel de l'Espine est un ancien hôtel particulier avignonnais, édifié sur l'emplacement d'un couvent fondé par les Dominicaines de Sainte Praxède à Avignon à partir du XVe siècle, et dont il ne reste que de rares vestiges. Il abrite aujourd'hui la chambre de métiers et de l'artisanat de Vaucluse.

## Histoire
Catherine de Sienne vint prier dans la chapelle du premier couvent. Marie de Boulogne, épouse de Raymond de Turenne, neveu de Grégoire XI, fut chargée de vérifier si la dominicaine ne simulait pas ses extases. La nièce du pape la surprit prosternée dans le chœur en pleine méditation. Armée d’une longue aiguille, elle lui piqua son pied nu jusqu'au sang. Grégoire XI et son entourage se méfiaient de cette dominicaine et de son confesseur Raymond de Capoue. Ils n’étaient pas les seuls. Jean Gerson, considéré comme le plus remarquable des docteurs de la Sorbonne, avait plus que doutes et réticences sur ses visions et ses prophéties. Mais comme certains ultramontains avaient besoin d’une intervention surnaturelle pour parrainer le retour de la papauté à Rome, on fit jouer à la moniale ce rôle de médiatrice divine.
Venus de Montfavet, les Dominicaines arrivent à Avignon en 1409. Après la première édification, elles agrandissent le couvent (situé au départ rue Félix Gras), pour atteindre progressivement la rue Joseph-Vernet au XVIIe siècle. 
Entre ces deux rues, un emplacement est alors acquis par André-Louis de Brancas, comte Rochefort, baron de Vitrolles, qui choisit un architecte de grande notoriété en Avignon à l’époque Jean-Baptiste Franque. La correspondance de Franque permet de savoir que l'hôtel était en construction en 1716 et n'était pas terminé en 1737. L'hôtel n'a jamais été terminé.
Sa veuve, Marie-Virginie de Crillon, acheta l’ensemble de la parcelle en 1711. Les religieuses de Sainte-Praxède s’installèrent en 1769 dans le noviciat des jésuites. 
L'hôtel a été acheté en l'an III par Louis François Xavier de Merles de Beauchamp. Il passe en 1866 à sa petite-fille, Marie Louise Émilie de Merles de Beauchanp, mariée en 1848 avec Guillaume, marquis de l'Espine.
Dans la seconde partie du XXe siècle cet hôtel particulier abrita le Collège littéraire universitaire d'Avignon, première structure de ce qui devient dans les années 1980 l'Université d'Avignon et des Pays de Vaucluse. En 1968, le CLU fut le point central de l'organisation de la grève générale des étudiants qui débuta le lundi 6 mai 1968 et se prolongea durant le XXIIe Festival d'Avignon.
Les façades du bâtiment sont inscrites à l'Inventaire des monuments historiques depuis 1956.

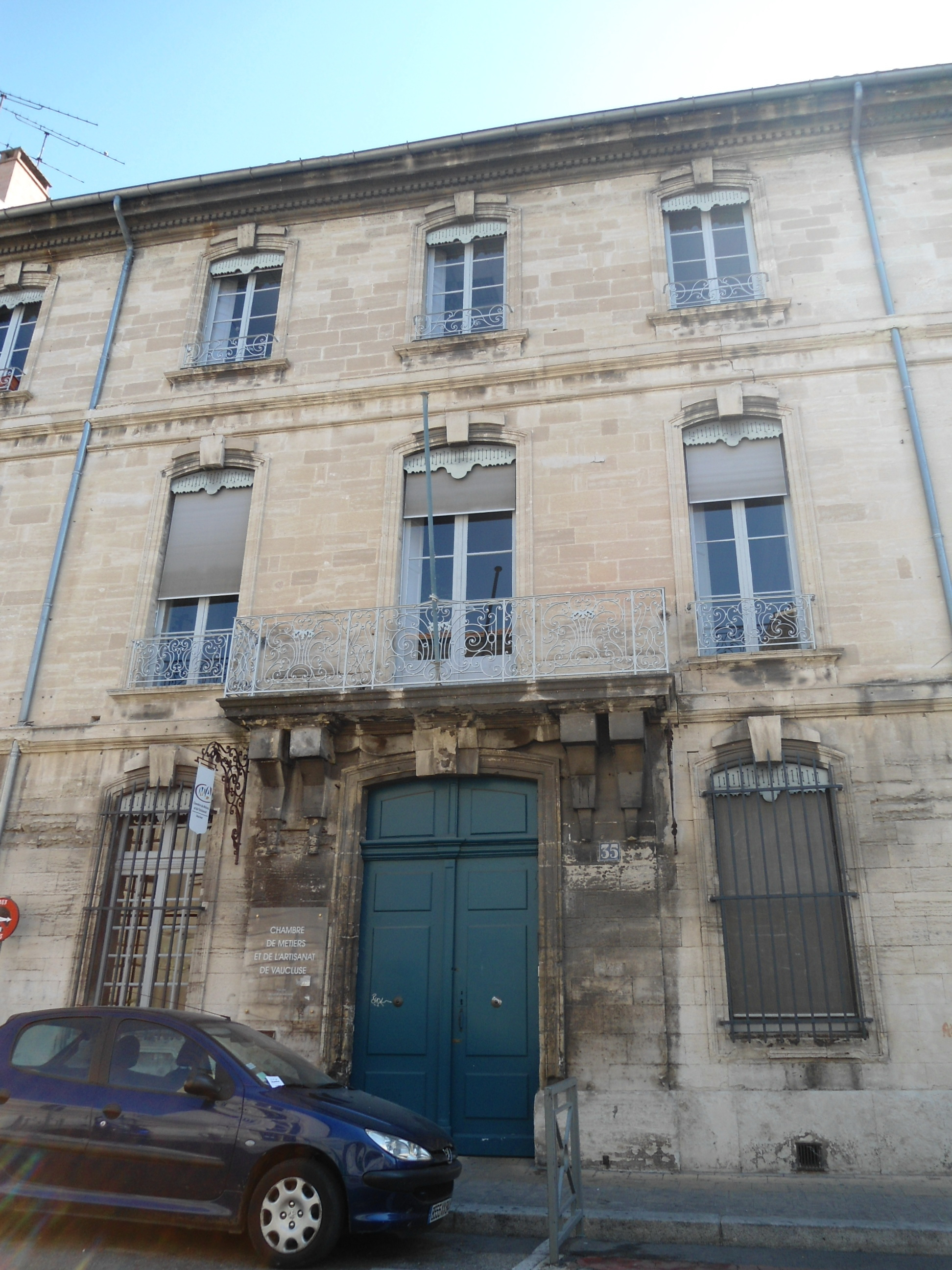